# Karangjambu (Karangjambu)
Karangjambu is een bestuurslaag in het regentschap Purbalingga van de provincie Midden-Java, Indonesië. Karangjambu telt 4626 inwoners (volkstelling 2010).